# Hryhorij Skovoroda
Hryhorij Skovoroda, ponegdje Grigorij Skovoroda, (ukr. Григорій Савич Сковорода, rus. Григорий Саввич Сковорода); (Čornuhy, 3. prosinca 1722. - Ivanivka, 9. studenog 1794.); je ukrajinski filozof, pjesnik, predavač i skladatelj. Smatra se jednim od vodećih ukrajinskih filozofa u bivšem Ruskom Carstvu gdje je ostavio golem doprinos u razvoju kako ukrajinske tako i ruske filozofije i kulture. Skovoroda je svjetonazorom pripadao tipičnom ukrajinskom društvu iz središnje Ukrajine, a njegov specifičan talent i veliki utjecaj rijetko se do tada susretao u cijelom Ruskom Carstvu s toga je njegov doprinos veoma značajan i za rusku kulturu. 
Hryhorij Skovoroda se školovao u Kijevu na Kijevo-mogiljanskoj akademiji, prvom modernom sveučilištu svoje vrste u cijeloj istočnoj Europi, ali nikada nije završio studij čemu su pridonijele burne političke okolnosti tog razdoblja. Zbog poljsko-ruske okupacije Ukrajine, Skovorodin doprinos počeo se izučavati u međunarodnoj sferi tek nakon njegove smrti odnosno 1798. godine u Ukrajincima naseljenom Sankt Peterburgu. Njegov rad prvi puta javno je objavljen tek 1861. godine upravo u Sankt Peterburgu, novoj i modernoj prijestolnici Ruskog Carstva. 

## Vanjske poveznice
- Biografija Hryhorija Skovorde (eng.)
- [neaktivna poveznica]